# Gianluca Gaudino
Gianluca Gaudino (* 11. November 1996 in Hanau) ist ein deutscher Fußballspieler.

## Hintergrund
Gaudino, dessen Großeltern väterlicherseits aus Italien stammen, wurde im hessischen Hanau geboren, als sein Vater Maurizio Gaudino, ein ehemaliger Fußballprofi und deutscher Nationalspieler, bei Eintracht Frankfurt spielte. Nachdem der Vater 1997 die Frankfurter verlassen hatte, stand dieser in der Schweiz beim FC Basel, beim VfL Bochum und in der Türkei bei Antalyaspor unter Vertrag und Gianluca wuchs „international in Basel, Dortmund und Antalya“ auf.

## Werdegang

### Kindheit, Jugend und Anfänge
Gaudino begann beim badischen SV 98 Schwetzingen mit dem Fußballspielen. 2004 wechselte er in die Jugend des FC Bayern München. In der Saison 2012/13 gehörte er der älteren der beiden B-Jugend-Mannschaften der Bayern an, absolvierte 24 B-Junioren-Bundesligaspiele und erzielte ein Tor. In der Spielzeit 2013/14 bestritt er für die A-Junioren 22 A-Junioren-Bundesligaspiele. In der UEFA Youth League kam er ebenfalls zum Einsatz und absolvierte fünf Vorrundenbegegnungen. In der Saison 2014/15 war er noch Teil der A-Junioren-Mannschaft des FC Bayern und spielte in der Bundesliga (9 Spiele, 2 Tore) und der UEFA Youth League (3 Spiele).

### Profidebüt beim FC Bayern München

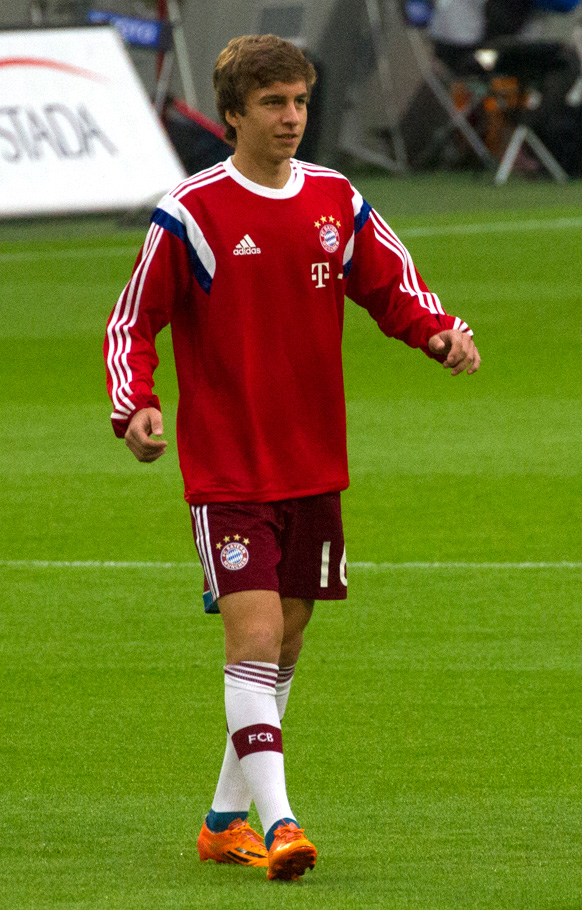
Gaudino im August 2014

Obwohl eigentlich für die A-Junioren weiterhin spielberechtigt, nahm der 17-jährige Gaudino in der Vorbereitung auf die Saison 2014/15 – auch aufgrund der zahlreichen noch im Urlaub befindlichen WM-Teilnehmer – am Training der Profimannschaft unter Trainer Pep Guardiola teil. Er wurde in mehreren Testspielen eingesetzt, wie auch im Spiel um den Telekom Cup und im MLS All-Star Game in den Vereinigten Staaten. Sein Pflichtspieldebüt für die erste Mannschaft gab Gaudino am 13. August 2014 in Dortmund im Spiel um den DFL-Supercup, das mit 0:2 gegen Borussia Dortmund verloren wurde. Am 17. August 2014 kam Gaudino in der ersten Hauptrunde des DFB-Pokals gegen Preußen Münster zum Einsatz. Sein Bundesliga-Debüt gab er am 22. August 2014 (1. Spieltag) bei einem 2:1-Sieg im Heimspiel gegen den VfL Wolfsburg, bei dem er von Spielbeginn an spielte. Am 10. Dezember 2014 hatte er im Gruppenspiel in der UEFA Champions League gegen ZSKA Moskau seinen ersten Europapokaleinsatz. Eine Woche später unterzeichnete er seinen ersten Profivertrag beim FC Bayern München und verpflichtete sich bis zum 30. Juni 2018. Für den Rest der Saison nahm er überwiegend am Training der ersten Mannschaft teil und wurde achtmal in der Bundesliga eingesetzt.
In der Saison 2015/16 war Gaudino zunächst Teil der ersten Mannschaft, sollte aber auch für die zweite Mannschaft zum Einsatz kommen und Spielpraxis in der Regionalliga Bayern sammeln. Ab Ende August trainierte er jedoch – gemeinsam mit Julian Green und Sinan Kurt – unter Trainer Heiko Vogel in der zweiten Mannschaft.

### Wechsel ins Ausland
Nachdem er in der Hinrunde der Saison 2015/16 ausschließlich in der Regionalliga Bayern eingesetzt worden war, wurde er Anfang Januar 2016 bis Juni 2017 in die Schweiz an den FC St. Gallen verliehen. Sein Debüt gab er am 7. Februar 2016 bei der 1:2-Niederlage im Heimspiel gegen den FC Thun. Er wurde zum Stammspieler. Eine Leistenoperation und später eine langwierige Grippe warfen ihn zurück. Insgesamt absolvierte in der Zeit 33 Ligaspiele.
Zur Saison 2017/18 wechselte Gaudino in die italienische Serie A zu Chievo Verona. Sein Vertrag lief bis 2021. Gaudino kam 2018 in nur zwei Punktspielen zum Einsatz. Nach der Auflösung seines Vertrages trainierte Gaudino bei der U23-Mannschaft von Borussia Mönchengladbach.
Im Januar 2019 unterschrieb er einen bis 2021 laufenden Vertrag mit der Option auf eine weitere Spielzeit beim Schweizer Erstligisten BSC Young Boys. In seinem ersten halben Jahr war Gaudino Ergänzungsspieler und war dabei zu elf Einsätzen gekommen. Sein erstes Tor in der höchsten Schweizer Spielklasse erzielte er am 16. Mai 2019 beim 6:1-Sieg am 34. Spieltag im Heimspiel gegen Grasshoppers Club Zürich, im selben Spiel gab er noch zwei Torvorlagen. Zum Ende der Saison stand der Gewinn der Schweizer Meisterschaft, diese konnte auch in den folgenden zwei Spielzeiten nach Bern geholt werden. In der Zwischenzeit war Gaudino regelmäßig zum Einsatz gekommen, kam allerdings nie über die Rolle des Ergänzungsspielers hinaus.

### Über Sandhausen nach Österreich und zurück in die Schweiz
Zur Saison 2021/22 kehrte Gaudino nach Deutschland zurück und schloss sich dem Zweitligisten SV Sandhausen an. In Sandhausen konnte er sich allerdings nicht durchsetzen, bis zum 19. Spieltag kam er sechsmal zum Einsatz (einmal von Beginn an), einen großen Teil der Spiele verpasste Gaudino Corona-erkrankt. Ende Januar 2022 wurde er an den österreichischen Bundesligisten SCR Altach verliehen. Für Altach kam er bis zum Ende der Saison 2021/22 zu 14 Einsätzen in der Bundesliga. Anschließend kehrte er nicht mehr nach Sandhausen zurück, sondern löste seinen Vertrag auf. Daraufhin wechselte er dann zur Saison 2022/23 zum Schweizer Zweitligisten FC Lausanne-Sport, bei dem sein vormaliger Altach-Trainer Ludovic Magnin vor Saisonbeginn das Traineramt übernommen hatte. Mit der Mannschaft stieg er am Saisonende in die Super League auf, sein auslaufender Vertrag wurde jedoch nicht verlängert.

### SV Stripfing und Alemannia Aachen
Nach einem halben Jahr ohne Verein wechselte Gaudino dann im Februar 2024 ein zweites Mal nach Österreich, diesmal schloss er sich dem Zweitligisten SV Stripfing an, bei dem er einen bis Juni 2024 laufenden Vertrag unterschrieb. Für Stripfing kam er verletzungsbedingt aber nur zu drei Einsätzen in der 2. Liga. Nach der Saison 2023/24 verließ er die Niederösterreicher per Vertragsende wieder. Im Anschluss kehrte Gaudino zur Saison 2024/25 nach Deutschland zurück und wechselte zum Drittligaaufsteiger Alemannia Aachen.

### Nationalmannschaft
Sein Debüt im Nationaltrikot gab Gaudino am 13. November 2014 in Katerini bei der 0:2-Niederlage der U19-Nationalmannschaft gegen die Altersgenossen aus Spanien, als er zur zweiten Halbzeit für Niko Kijewski eingewechselt wurde. Sein Debüt in der U20-Nationalmannschaft gab er am 23. März 2016 in Freiburg beim 1:1 im Spiel gegen die Auswahl der Schweiz von Beginn an, bevor er zur zweiten Halbzeit für Grischa Prömel ausgewechselt wurde.

## Titel
- Deutscher Meister: 2015 (FC Bayern München)
- Schweizer Meister (3): 2019, 2020, 2021 (alle BSC Young Boys)
- Schweizer Pokalsieger: 2020 (BSC Young Boys)